# Nabaztag

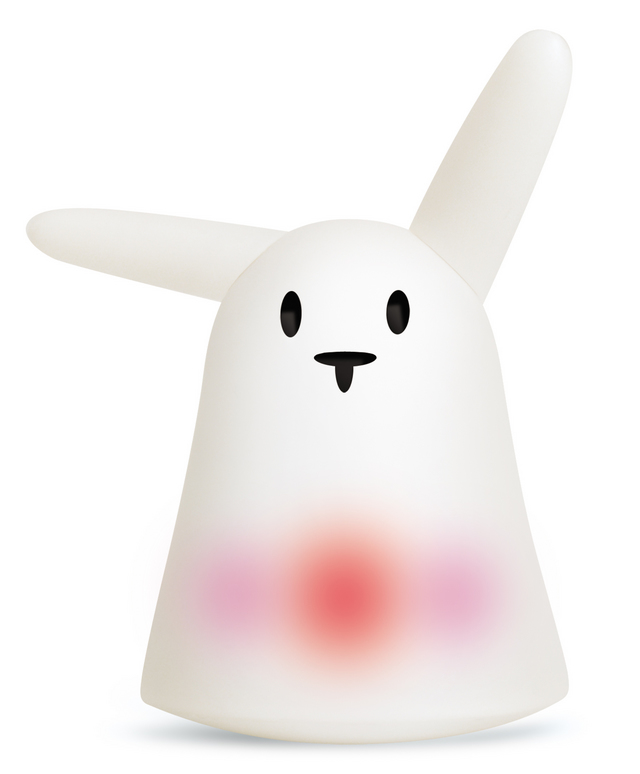
Nabaztag

Nabaztag to przedmiot komunikujący w kształcie stylizowanego królika (nabaztag, նապաստակ, znaczy « zając » po ormiańsku).
Stworzony przez Rafiego Haladjiana i Oliviera Mévela, produkowany jest przez francuskie przedsiębiorstwo Violet.

## Charakterystyka
Wysokość 23 cm, waga 418 g, łączy się z Internetem za pośrednictwem fal Wi-Fi 802.11b. Komunikuje z użytkownikiem za pomocą wiadomości dźwiękowych, świetlnych lub poruszając uszami. Podaje wiadomości takie jak prognoza pogody, giełda (ekonomia), zanieczyszczenie powietrza, wiadomości dla kierowców, nowy e-mail etc.
W stanie aktywnym (światło, głośniki, ruchome uszy) zużywa około 7 watów a w stanie czuwania mniej niż 1 wat (tak jak wiele urządzeń elektrycznych takich jak na przykład ekran lcd w stanie czuwania).

## Nabaztag/tag
Nowa wersja Nabaztaga, z początku grudnia 2006 to Nabaztag/tag. Umieszczony w pępku maskotki mikrofon pozwala kontrolować królika za pomocą głosu i wysyłać wiadomości dźwiękowe do innych Nabaztagów. Możliwe jest również ciągłe słuchanie dźwięku, a więc korzystanie z serwisów webradio, niemożliwe w poprzedniej wersji królika. 
Detektor dźwięku umożliwia wykrywanie obecności, co pozwala na uciszenie królika, gdy pomieszczenie jest puste. Nowy model potrafi rozpoznawać systemy (tagi) RFID. Pierwsze użycie etykietek RFID zostało zainaugurowane wraz z Galimard Jeunesse w grudniu 2007. Violet i Galimard lansują pierwsza książkę zaopatrzoną w system RFID, którą to Nabaztag potrafi rozpoznać i przeczytać. W roku 2008 Violet zaproponuje nowe książki RFID innych edytorów (m.i. Nathan), jak również systemy RFID, za pomocą których można będzie podłączyć jakikolwiek przedmiot.

## Wiadomości
- W listopadzie 2007 Violet wydaje wraz z Gallimardem pierwszą książkę zaopatrzoną w system RFID, jest to światowa premiera: pierwsze tak upowszechnione zastosowanie RFID.
- W czerwcu 2007 udostępnione zostały usługi po niemiecku, włosku i hiszpańsku. Wiaddomości czytane są w szesnastu językach: angielskim (USA), angielskim (GB), hiszpańskim, niemieckim, francuskim, włoskim, flamandzkim, portugalskim, duńskim, holenderskim, fińskim (suomi), islandzkim, szwedzkim, norweskim, tureckim i polskim. [1]
- W sierpniu 2006 Violet, przedsiębiorstwo produkujące Nabaztaga, wyraża chęć wylansowania produktu w Stanach Zjednoczonych.  Już w trzy minuty po wyemitowaniu wywiadu udzielonego amerykańskiej stacji telewizyjnej CNN, firma otrzymała prawie 350 tysięcy pytań dotyczących Nabaztaga.[2]
- W grudniu 2006, kilka dni po Bożym Narodzeniu, serwery firmy Violet nie wytrzymały obciążenia. Królik był ofiarą rosnącego sukcesu.[3]

## Pochodzenie
Pierwsze wersje króliczków Web zostały opracowane przez w Wyższej Szkole Inżynierii
ESME-Sudria w Ivry Sur Seine. Przedsiębiorstwo Violet jest dziś posiadaczem praw technologii i handlu produktem.